# 파나소닉 루믹스 DMC-GF1
파나소닉 루믹스 DMC-GF1(Panasonic Lumix DMC-GF1)은 파나소닉이 발표한 3번째 마이크로 포서드 카메라이다.